# Žiga Urbič
Žiga Urbič (* 2. Mai 1997) ist ein slowenischer Handballtorwart.

## Karriere

### Im Verein
Žiga Urbič kam 2020 vom slowenischen Verein MRK Krka nach Österreich zum SC Ferlach. Nach einer Saison wechselte er nach Deutschland zu den Eulen Ludwigshafen, welche in diesem Jahr in die 2. Bundesliga abgestiegen waren.

### In Auswahlmannschaften
Beim Europäischen Olympischen Jugendfestival 2013 und bei den Olympischen Jugend-Sommerspielen 2014 gewann er jeweils mit der slowenischen Jugend-Nationalmannschaft die Goldmedaille.